# Pericoma modesta
Pericoma modesta és una espècie d'insecte dípter pertanyent a la família dels psicòdids que es troba a l'Àfrica del Nord (el Marroc) i Europa (França, Itàlia i Grècia).